# Bretagne (Territoire de Belfort)
Bretagne település Franciaországban, Territoire de Belfort megyében. Lakosainak száma 314 fő (2022. január 1.). Bretagne Montreux-Château, Brebotte, Montreux-Jeune, Chavannes-les-Grands, Grosne, Autrechêne és Vellescot községekkel határos.

## Népesség
A település népességének változása:
| Lakosok száma | 270  | 262  | 264  | 265  | 268  | 270  | 285  | 299  | 314  |
|               | 2013 | 2015 | 2016 | 2017 | 2018 | 2019 | 2020 | 2021 | 2022 |